# Norris Bowden
Norris Bowden, född 13 augusti 1926 i North York i Ontario, död 9 april 1991 i North York, var en kanadensisk konståkare.
Bowden blev olympisk silvermedaljör i konståkning vid vinterspelen 1956 i Cortina d'Ampezzo.